# Peștera Limanu (sit SCI)
Peștera Limanu este o arie protejată (sit de importanță comunitară — SCI) din România, desemnată în scopul protejării biodiversității și menținerii într-o stare de conservare favorabilă a florei spontane și faunei sălbatice, precum și a habitatelor naturale de interes comunitar aflate în arealul zonei protejate. Aceasta se întinde pe o suprafață de 21,4 ha, integral pe uscat.

## Localizare
Situl se întinde pe teritoriul administrativ al comunei Limanu din județul Constanța. Centrul sitului Peștera Limanu este situat la coordonatele 43°48′25″N 28°31′19″E / 43.807069°N 28.522075°E.

## Înființare
Peștera Limanu (ROSCI0191) a fost declarată sit de importanță comunitară în decembrie 2007 pentru a proteja 4 specii faunistice aflate în arealul zonei. Situl include aria naturală Peștera Limanu.

## Biodiversitate
Situată în ecoregiunea stepică a limanului maritim Mlaștina Mangalia, aria protejată conține un habitat natural: Grote neexploatate turistic.
La baza desemnării sitului se află 4 specii de animale ocrotite la nivel european sau aflate pe lista roșie a IUCN; astfel: liliacul cu aripi lungi (Miniopterus schreibersii), liliacul mic cu potcoavă (Rhinolophus hipposideros), liliacul cu potcoavă a lui méhely (Rhinolophus mehelyi) și popândăul european (Spermophilus citellus).
Pe lângă speciile aflate la baza desemnării sitului, pe teritoriul acestuia a mai fost identificate 91 specii din fauna sălbatică și flora spontană a României.